# Borne de la Forclaz-du-Prarion
La borne de la Forclaz-du-Prarion est une ancienne borne frontière romaine découverte au col de la Forclaz-du-Prarion et conservée sur la commune de Passy (Haute-Savoie), en France,.

## Localisation
La borne frontière est découverte en 1852 au lieu-dit Larioz, près du col de la Forclaz (parfois Forclas) dit du Prarion,. Le site se trouve « au-dessus des hameaux de Montfort et de Vaudagne, entre les sommets du Prarion (1967 m) et de la Tête Noire (1741 m) ».
Elle est déplacée quelques années plus tard au hameau des Plagnes, près de la chapelle, sur la commune de Passy. Depuis 1999, un fac-similé est réalisé et est exposé dans le jardin de l'église des Plagnes. L'original se trouve non loin de là, enfermé dans un édicule qui le protège des intempéries, devant l’ancien hôtel des Panoramas,.

## Description
La borne est une pierre taillée dans le gneiss local
. Elle possède l'inscription en latin suivante :
EX AUCTORITAT(E)
IMP(ERATORIS) CAES(ARIS) VESPASIAN(I)
AUG(USTI) PONTIFICIS MAX(IMI)
TRIB(UNICIA) POTEST(ATE) V, CO(N)S(ULIS) V
DESIG(NATI) VI P(ATRIS) P(ATRIAE)
CN(AEUS) PINARIUS CORNEL(IUS)
CLEMENS LEG(ATUS) EIUS PRO PR(AETORE)
EXERCITUS GERMANICI
SUPERIORIS INTER
VIENNENSES ET CEUTRONAS
TERMINAVIT
Traduction: "Par l'autorité de l'Empereur Vespasien, souverain pontife, revêtu pour la cinquième fois de la puissance tribunitienne, consul pour la cinquième fois et désigné pour la sixième, père de la patrie, Cneus Pinarus de la tribu Comélia surnommé Clemens, son légat, propréteur de l'armée de la Germanie Supérieure, entre les Viennois et les Ceutrons a fixé les limites".

## Historique
La borne est érigée en 74 (ap JC) au col de la Forclaz-du-Prarion, la région étant sous domination de l'Empire romain, pour marquer les territoires des Allobroges et des Ceutrons,,. Bien que cette inscription ne le dise pas explicitement, la borne ne marque pas seulement une frontière entre deux cités, elle marque aussi une frontière provinciale. En effet, la cité des Allobroges, désignés ici comme viennois, appartient à la province de Narbonnaise, tandis que la cité des Ceutrons correspond à la petite province des Alpes grecques, créée par Auguste lors de la conquête des cols alpins.
Elle a été réalisée sur ordre de l'empereur Vespasien par le légat d'Auguste propréteur (commandant) de l'armée de Germanie supérieure, Cn. Pinarius Cornelius Clemens.
La borne est retrouvée en 1852 et déplacée par la suite à son emplacement actuel, au hameau des Plagnes.
Elle est classée au titre des monuments historiques en 1875.

## Pour aller plus loin